# Histoire de Malte durant l'Antiquité
Tout au long de l'Antiquité de Malte, l'archipel du fait de sa position stratégique au centre de la Méditerranée, est un relais évident, compte tenu de ses ports naturels, fortement convoité par toutes les puissances maritimes de l'antiquité. Ce sont d'abord les Phéniciens ou Carthaginois, qui lui laissent leur langue. Viendront ensuite les Grecs, qui lui lèguent la démocratie et enfin les Romains. C'est avec la fin de l'occupation romaine que l'antiquité maltaise prend fin.

## Malte avant l'Antiquité
Malte n'a été peuplé qu'au Néolithique, vers 5400 av. J.-C., par l'arrivée de Sicile d'agriculteurs-éleveurs-pêcheurs. L'originalité de la culture néolithique maltaise est l'élévation de temples mégalithiques. Timidement apparu sur le site de Skorba vers 5 200 av. J.-C. lors de la phase Għar Dalam, le mégalithisme maltais précède d'environ 400 ans le plus vieux site mégalithique continental, le Cairn de Barnenez. Il devance de 700 ans les alignements de Carnac. Le mégalithisme maltais prend toute son ampleur et son originalité dans l'archipel au cours des phases ultérieures lors de l'arrivée à la fin du Ve millénaire toujours en provenance de Sicile d'une nouvelle vague de cultivateurs. Ces nouveaux arrivants vont vivifier la culture existante de l'archipel. La dimension des temples, la taille et le poids des pierres ayant servi à les construire et quelquefois l'éloignement des carrières et des sites d'érection, obligent à penser une organisation sociale. Compte tenu de la superficie de l'archipel maltais, du nombre des temples et de leur regroupement sur une période finie, les spécialistes s'accordent à imaginer au moins six groupes sociaux distincts, regroupant entre 1 500 et 2 000 personnes chacun, soit environ une population de 10 000 habitants, ce qui représente une densité de 30 hab./km², certainement déjà un record pour cette époque.
La période des temples (4 100 – 2 500 av. J.-C.) prend fin avec la disparition des populations de bâtisseurs mégalithiques vers les années 2 500 av. J.-C. Les témoignages archéologiques sont pour les spécialistes sans équivoque. L'explication communément acceptée veut qu'une surexploitation des terres et une diminution des ressources naturelles forcèrent la population à abandonner l'archipel maltais. Une nouvelle population, émigrée de Sicile, porteuse d'une culture totalement différente repeuple petit à petit l'archipel. Ces nouveaux arrivants incinèrent leurs morts et utilisent des outils, mais aussi des armes, en bronze. Le matériel archéologique permet de rapprocher ces nouveaux habitants des peuples guerriers de Sicile et d'Italie du sud de la même époque.
Vers le milieu du IIe millénaire av. J.-C., la Méditerranée devient de moins en moins sûre. La nécessité de se défendre, de protéger quelques richesses, devient une préoccupation prégnante. Les premières fortifications apparaissent dans l'archipel sur les collines à sommet plat de Nuffara à Gozo ou de Fawwara et Wardija ta' San Ġorġ ou sur le promontoire de Borġ in-Nadur à Malte. Deux siècles avant les Phéniciens, un nouveau groupe ethnique débarque sur les îles. Cette nouvelle population semble parfaitement cohabiter avec les arrivants de la vague précédente. Sa céramique indique qu'elle a pour origine la culture des tombes à fosses en Calabre. 
Les prochains arrivants sur l'île seront les Phéniciens qui feront rentrer Malte dans l'histoire avec l'apport de leur langue et de l'alphabet pour l'écrire.

## Cadre chronoculturel de l’Antiquité maltaise
Avec l’Antiquité, Malte rentre dans l’histoire, mais il faut reconnaître que les études épigraphiques et de paléographiques sont peu nombreuses sur Malte. D’une façon générale, les historiens découpent cette partie de l’histoire en regard des colonisateurs successifs de l’archipel, « Malte inaugurait la longue suite des temps qui ne fit d’elle que le reflet de l’histoire des autres. »
Un Français, homme de lettres de la Renaissance, amoureux des humanités classiques et collectionneurs d'antiquités maltaises au point de venir s'installer à Malte est le premier historien de Malte. Jean Quintin d'Autun arrive à Malte en 1530, juste avant l'arrivée des Hospitaliers de l'ordre de Saint-Jean de Jérusalem, dont il devient uditor. il publie à Lyon, en 1536, son Insulae Melita Descriptio dans lequel il relate la conquête des îles maltaises par les armées romaines apportant à Malte la civilisation européenne. Il est démenti sur ce point par les historiens modernes qui ont mis en lumière la persistance de la culture phénico-punique longtemps après la conquête romaine.

### Les Phéniciens
C'est au grand maître français des Hospitaliers de l'ordre de Saint-Jean de Jérusalem, Antoine de Paule, que les Phéniciens doivent d'être reconnus à Malte. En 1624, un sarcophage en terre cuite contenant des cendres est mis au jour près de L-Imdina. C'est en 1630, qu'Antoine de Paule ordonne que le sarcophage soit exposé à l'entrée du cimetière de Mdina accompagné d'une inscription en latin attribuant celui-ci aux Phéniciens « qui occupèrent les îles après la disparition des Géants ». Si ce sarcophage a aujourd'hui disparu un autre sarcophage similaire, découvert en 1797 a Għajn Barka près de Ir-Rabat, est exposé au Musée national d'archéologie de La Valette.
Alors que la croyance en des Géants constructeurs des temples mégalithiques s'affaiblissait, la part des Phéniciens augmentait au point de leur attribuer la construction des temples. Au XIXe siècle la culture phénicienne est mieux connue à la suite des expéditions d'exploration en Orient comme celle d'Ernest Renan. Cela n'empêche pas deux antiquaires français, Georges Perrot et Charles Chipiez, d'attribuer en 1885, dans l'Histoire embryonnaire de l'art de la Phénicie, les temples aux Phéniciens pour accueillir le culte des grands dieux Kabeiroi. C'est l'archéologue allemand, Albert Mayer, qui au début du XXe siècle dissipait la confusion.
L'occupation phénico-punique durera environ cinq siècles à Malte.

### Les Romains
La présence romaine à Malte n'a jamais été ignorée ou contestée. Tite-Live donne une date précise, 218 av. J.-C., pour la conquête de l'archipel au tout début de la deuxième guerre punique. L'auteur de l'antiquité classique le plus prolifique sur l'archipel maltais fut Cicéron. Celui-ci, comme quaestor, a eu un lien direct avec Malte, qui faisait alors partie de la première province romaine d'outre-mer de Sicile. L'auteur grec Diodore de Sicile parle de Malte peu après Cicéron. Une tablette de bronze retrouvée à Rome au XVIe siècle, certainement datable du Ier siècle av. J.-C., accorde un décret de proxénia (un consulat honoraire) à un certain Demetrios de Syracuse pour avoir défendu les intérêts des Maltais.
L'occupation romano-byzantine durera environ sept siècles et demi à Malte.

### Échelle chronologique de l'Antiquité maltaise
Les historiens sont généralement d'accord sur le découpage chronologique suivant :
- 725 à 480 av. J.-C. période phénicienne avec une présence depuis ≈ Xe siècle av. J.-C.
  - ≈ VIIe siècle av. J.-C. à 480 av. J.-C. présence grecque
- 480 à 218 av. J.-C. période punique
- 218 av. J.-C. à 455 période romaine
  - 218 av. J.-C. à 395 présence de l'empire romain d'Occident
  - 395 à 455 présence de l'Empire romain d'Orient
- 455 à 533 période barbare
  - 455 à 464 présence vandale
  - 464 à 533 présence gothique
- 533 à 870 période byzantine

Pour certains auteurs, la période de 395 à 870 fait partie du Haut Moyen Âge et pour d’autres de l’Antiquité tardive. La période 455 à 533 est souvent déduite de l'histoire de la Sicile, elle n'est pas attestée dans l'histoire de Malte et mal renseignée dans l'histoire de l'empire byzantin. Avec la conquête de Malte par la dynastie Aghlabide commence une période que les historiens considèrent unanimement comme le Moyen Âge de Malte.

## Malte et les Phéniciens
Au centre de la Méditerranée, entre le bassin oriental et le bassin occidental, au milieu du détroit qui sépare la Sicile de la Tunisie, avec ses falaises élevées de la côte sud-ouest et ses ports naturels de la côte nord-est, Malte est un relais évident. Des auteurs classiques, comme Diodore de Sicile, soulignent déjà la position stratégique de Malte sur les routes maritimes phéniciennes. Les Phéniciens, grands navigateurs, utilisent Malte à partir du Xe siècle av. J.-C., comme halte sur la route du cuivre qu'ils vont chercher dans l'actuelle péninsule Ibérique. La mer Méditerranée devient la mer des Phéniciens dès cette époque. C'est en 814 av. J.-C., qu'ils créent Carthage et c'est certainement vers la même époque que datent les postes en Sicile (Ziz (fleur)/Palerme, Soeis (rocher)/Solonte, Mortya (filature)/Mozia) à Kossura/Pantelleria et à Malte. Ils installent une colonie dans les îles de l'archipel vers 725 av. J.-C. La découverte de tessons à engobe rouge poli découverts en divers endroits de l'archipel sont similaires à ceux de Phénicie pour la période du VIIIe siècle av. J.-C.. « Les habitants de Melita sont une colonie de Phéniciens, qui commerçant jusque dans l'Océan occidental, firent un entrepôt de cette île, que sa situation en pleine mer et la bonté de ses ports rendaient très favorable pour eux. ». 
Aujourd'hui des sites phéniciens sont identifiés à Tas-Silġ (sanctuaire d'Ashtart), à Għajn Qajjet (tombes), Għajn Klieb (nécropole) pour l'île de Malte, ainsi que Ras il-Wardija et Victoria (tombes) pour l'île de Gozo.

### Site deTas-Silġ
Les premières traces des phéniciens ont été mises au jour sur le site de Tas-Silġ, proche de Marsaxlokk au sud-est de l'île de Malte. La céramique d'origine phénicienne s'y mélange avec la céramique de Borġ in-Nadur, population de l'île originaire de l'âge de bronze, ce qui indiquerait un établissement des phéniciens de façon tout à fait pacifique en important leur religion et leur langue. Le sanctuaire de Tas-Silġ est consacré à la déesse phénicienne Astarté. Les rites funéraires sont typiquement levantins. Les tombes phéniciennes qui datent des VIIIe et VIIe siècles av. J.-C. contiennent une céramique funéraire phénicienne typique mais aussi d'importation grecque et de Rhodes.

## Malte et les Grecs
Des Grecs s’installent également du VIIe au Ve siècle av. J.-C. et partagent apparemment pacifiquement les îles avec les phéniciens. De nombreux témoignages, monnaies, vaisselle et même une statue d'Hercule découverte à Marsaxlokk, proche du site phénicien de Tas-Silġ. Une inscription grecque du VIe siècle apporte un éclairage sur l'organisation politique de l'île. Un régime démocratique à l'image des cités grecques existait à Malte avec une boulè et une assemblée du peuple, un grand prêtre et deux archontes.

## Malte et les Carthaginois
Avec le déclin de la Phénicie sous les coups de boutoir des Assyriens et des Babyloniens, l’île passe sous le contrôle de Carthage en 480 av. J.-C. C'est une colonie précieuse dans la lutte que les Carthaginois mènent contre les Grecs et ensuite contre les Romains. Il est probable que l'archipel maltais était un relais important dans le commerce avec les actuelles îles Britanniques et du Cap-Vert avec des dépôts de marchandises et déjà des chantiers de réparation navales. C'est à Malte que sont retrouvées au XVIIe siècle deux cippes, datées du IIe siècle av. J.-C., dédiées au dieu Melkart, seigneur de Tyr, sur lesquelles une inscription bilingue phénicien/grec permit en 1758 à l'antiquaire français, l'abbé Jean-Jacques Barthélemy, le déchiffrement de la langue phénicienne. S'il est admis que le nom de l'île de Gozo vient du phénicien gaulos (une inscription du IIIe ou du IIe siècle nomme Gawl l'établissement phénicien sur le site de l'actuelle Victoria), il est moins certain que le nom de Malte vienne du vocable sémitique malàt (refuge, port), il est plus couramment admis que le nom de Malte vienne du grec meli (miel) ou melita (abeille). Melita nom par lequel est encore souvent appelée Malte aux XIXe et XXe siècles.

## Malte et les Romains
À l'occasion des guerres puniques l’archipel est particulièrement disputé entre Carthage et Rome. Les uns mettant autant d'ardeur à défendre les îles que les autres à les conquérir. À plusieurs reprises, elles changent de mains et sont chaque fois dévastées. C'est en 218 av. J.-C. que l'archipel est conquis avec la complicité des maltais par le consul Tiberius Sempronius Longus, les îles passent pour plusieurs siècles sous le contrôle des Romains. La possession de Malte est un atout dans l'expédition de Scipion en Afrique en 204 av. J.-C. comme pendant les actions qui mènent à la ruine de Carthage en 146 av. J.-C. Rome  reconnaît les Maltais pour « socii (alliés) du peuple romain ». 
En 395 lors du dernier partage de l'Empire romain, Malte passe sous le contrôle de l'Empire romain d'Orient.

### Sites romains à Malte
- Domus Romana
- temple romain de Tas-Silġ dédié à Junon
- Temple de Proserpine à L-Imtarfa
- Villa romaine de Ramla
- Villa romaine de San Pawl Milqi à Burmarrad

### Saint Paul à Malte
Certains exégètes ou historiens considèrent que l'île de Melite, citée dans Les Actes des Apôtres, comme étant le lieu du naufrage de saint Paul en 60 apr. J.-C., est bien l'île de Malte. Beaucoup voient dans cet acte le début de la christianisation de l'archipel maltais.
Selon la légende, Paul de Tarse, alors emmené à Rome pour être jugé comme rebelle politique vers 60, aurait eu un naufrage et son séjour de trois mois à Malte serait à l'origine de la christianisation de l'île (par ses miracles et les générations de prédicateurs qui ont suivi ses pas). Selon la tradition, il se serait réfugié dans une grotte, connue aujourd'hui sous le nom des catacombes de Saint Paul à Ir-Rabat mais les premières preuves archéologiques sûres de traces chrétiennes ne datent que du IVe siècle de l'époque constantinienne.

## Malte et les invasions barbares
On peut déduire d'une note de Victor de Vita que les Vandales de Genséric conquièrent Malte ainsi que les autres îles de Méditerranée occidentales entre 455 et 476 .